# Ecueracapa
Ecueracapa (1779-1793), también llamado Cota de Malla, Guaquangas o Contatanacapara, fue un jefe comanche. Fue llamado por los españoles Ecueracapa debido a que solía llevar una capa confeccionada con las protecciones en forma chaleco (cuera) tomadas a los soldados presidiales españoles conocidos como soldados de cuera.
Fue nombrado jefe de los comanches kotsotekas tras la muerte de su padre, el jefe Cuerno Verde, el 3 de septiembre de 1779 durante la expedición de castigo de Juan Bautista de Anza, por entonces gobernador español de Nuevo México. Posteriormente, en un gran consejo formado por la mayor parte de las tribus comanches celebrado en 1785 cerca del río Arkansas, Ecuerecapa fue designado portavoz con autoridad para llegar a una paz general con los españoles. Con este fin llegó a Santa Fe el 25 de febrero de 1786. Finalmente se acordó la paz entre los españoles, los comaches y los utes, así como una alianza entre todos ellos contra los apaches. Este acuerdo duró una generación. Murió en 1793 durante una expedición de saqueo contra los pawnee, siendo sucedido como jefe por Encanaguané (Zorro Rojo).